# كيه-9 ثاندر
مدفع كيه-9 ثاندر (بالإنجليزية: K9 Thunder)‏ هو هاوتزر 155 ملم ذاتي الدفع تم تطويره من قبل سامسونج تيكوين Samsung Techwin، وتصنع كوريا الجنوبية هذا المدفع المتطور لصالح قواتها المسلحة، علاوة على تصديره لعدة دول. وقد لاقى المدفع رواجاً في عدد من دول حلف شمال الأطلسي NATO 

قذائف هذا المدفع من العيار 155 ملم، ويتراوح مداها بين 40-56 كم. ويتكون طاقم المدفع من 5 أفراد، ويتميز بقدراته على الصمود أمام أثار هجمات كيميائية أو بيولوجية، كما أنه قادر على تحمل أثر طلقات المدافع الرشاشة الثقيلة، نتيجة لسمك التدريع والذي قد يصل إلى 19 ملم.

## نبذة تاريخية

### التطوير
بدأ برنامج التطوير للهاوتزر ذاتي الدفع عيار 155 ملم/52-caliber منذ عام 1989.

وفي عام 1996 ، تم اختبار النموذج الأولي Prototype لهذا النظام المدفعي الجديد. وقد منحت الحكومة الكورية في 22 ديسمبر 1998 عقداً بنظام المدفعية كيه-9 ثاندر K9 Thunder الجديد لشركة Samsung Aerospace Industries SSA. وقد تسلم جيش جمهورية كوريا الدفعة الأولى منكيه-9 ثاندر في عام 1999.

### سجل العمليات والتشغيل

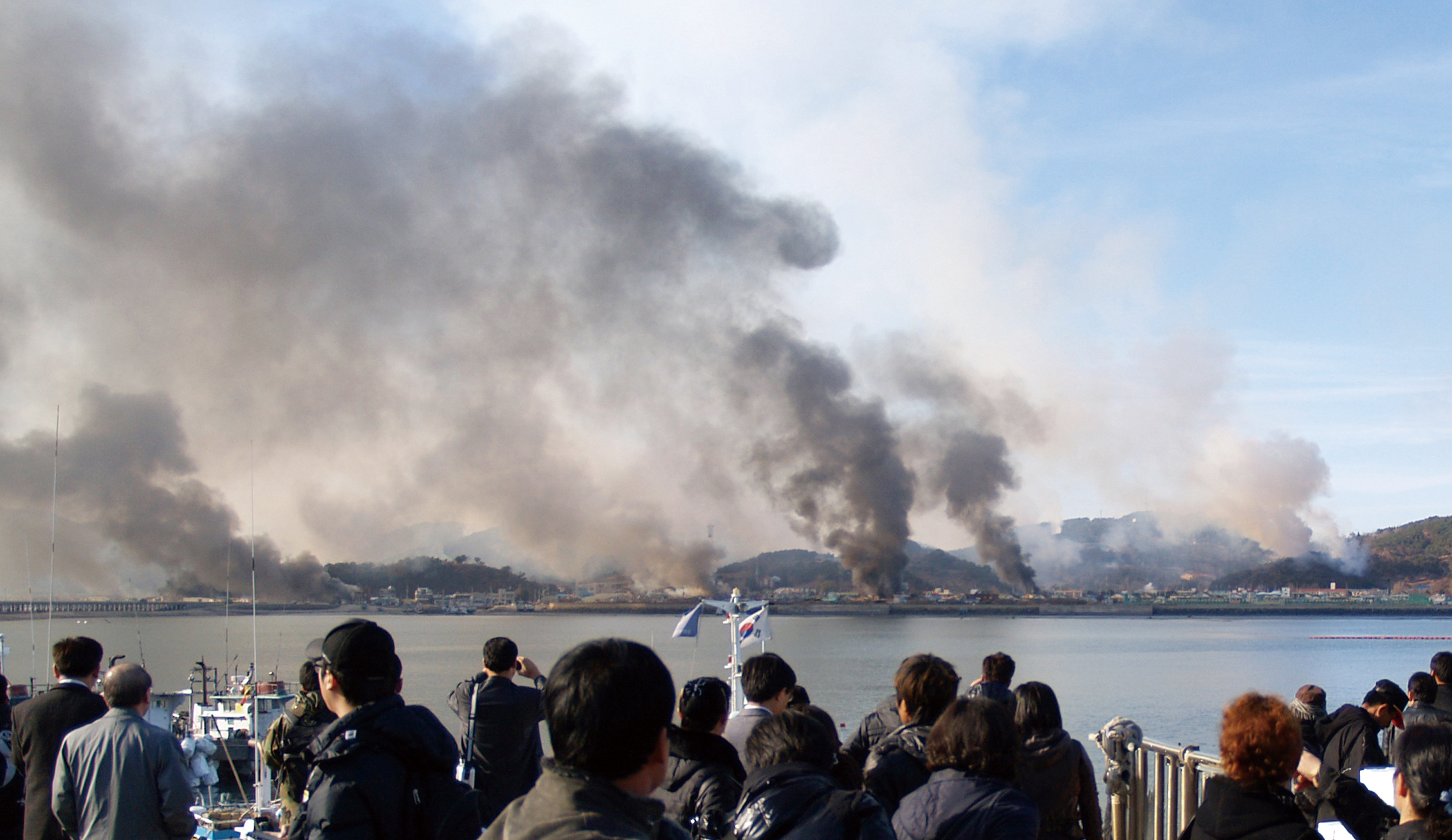
جزيرة يونبيونج (الكورية الجنوبية) تحت قصف مدفعية كوريا الشمالية

في 23 نوفمبر 2010، شهد كيه-9 ثاندر قتاله الأول أثناء قصف جزيرة يونبيوج، حيث شاركت 6 مدافع هاوتزر من عتاد مشاة البحرية الكورية الجنوبية ضد الهجوم المفاجئ من قبل المدفعية الكورية الشمالية.

قبل المعركة، كانت مدافع الهاوتزر قد عادت من تدريب (طبقاً لبرنامج تدريب مخطط)، وكانت معظم القذائف المخزنة في مدافع الهاوتزر قد تم استخدامهلا بالفعل أثناء التدريب. بالإضافة إلى ذلك، واجه أحد مدافع الهاوتزر مشكلة أثناء التمرين عندما علقت (حشرت) إحدى القذائف في ماسورة المدفع، مما أدى إلى تعطله. وقد حدثت أضرارًا طفيفة في أنظمة التحكم النيراني بمدفعين آخرين خلال الهجوم الأولي الذي وقع من قبل كوريا الشمالية، مما يعني أن ثلاث مدافع فقط -من أصل ستة- كانت قادرة على الهجوم المضاد. وبنهاية المطاف، انضم مدفع الهاوتزر الذي كانت لديه مشكلة بالماسورة للهجوم المضاد الثاني، وذلك بعد تلقيه إصلاحات ميدانية. وقد جاء قصف هاوتزرات كيه-9 ثاندر بمعدل إطلاق «قذيفة واحدة لكل دقيقة و 30 ثانية» ، لأن المارينز كان عليهم حمل القذائف من المستودع وتحميل مدفع الهاوتزر يدوياً تحت نيران كثيفة.

## مواصفات عامة

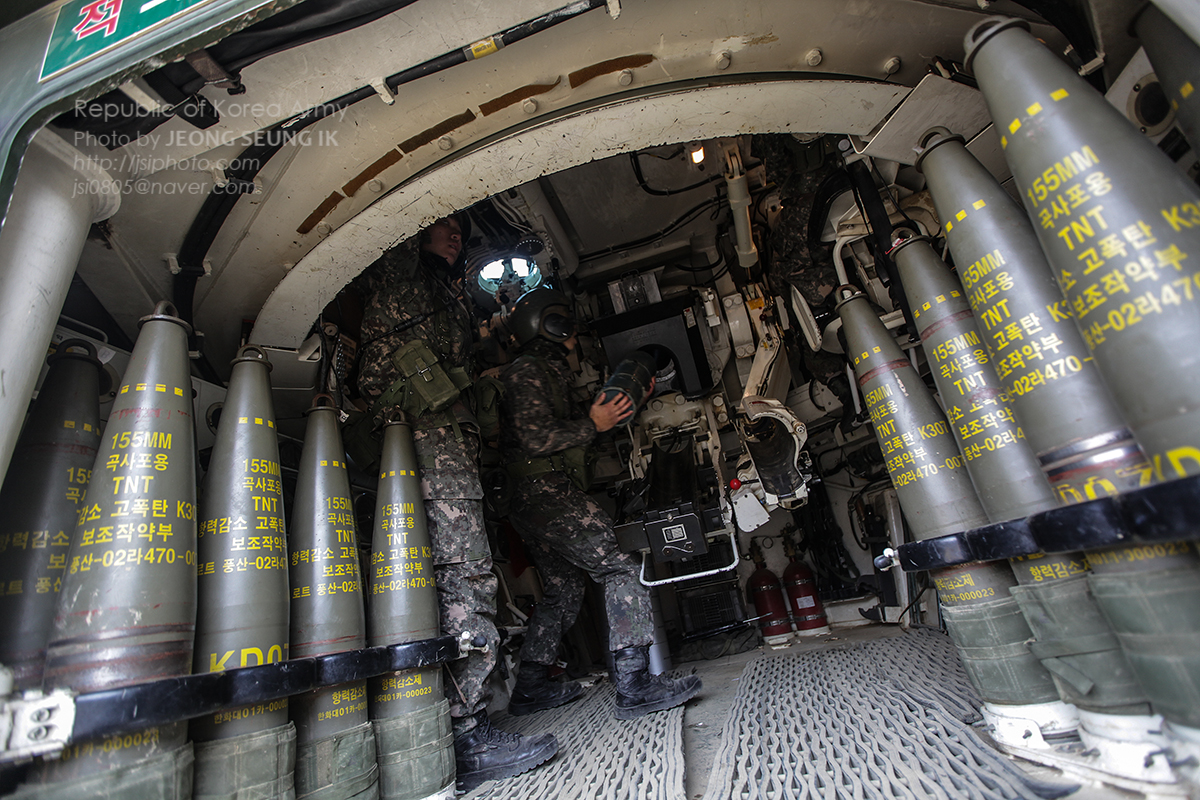
تعمير المدفع

كيه-9 ثاندر هو نظام درع فولاذي ملحوم بالكامل مصنَّع لتحمل قذائف خارقة الدروع 14.5 مم، وشظايا قذائف 152 ملم، والألغام المضادة للأفراد. ويتألف التسليح الرئيسي من ذخيرة عيار 155 ملم / 52 وبمدى نيراني يبلغ 40 كيلومتراً، وسرعة قذائف K307 BB-HE المدفوعة بواسطة الشحن الأعلى K676 تبلغ 928 م/ث. تشمل أنظمة الانتقال المتطورة محركاً قوته 1000 حصان (750 كيلووات) مع إمكانية لمنظومة تعليق هوائي لتلائم التضاريس الجبلية الوعرة في كوريا.

واعتمد الهاوتزر كيه-9 التوافق الدولي للذخيرة، واعتمدت الشركة المنتجة خطة أساسية للتسليح والذخيرة من أجل استكمال التطوير. لجعل التصدير ممكنا لذا نجد أن الهاوتزر كيه-9 يستخدم ذخيرة العيار الدولي المشترك 155ملم.

ولقد طورت معدات القيادة والبنية التحتية من المصادر المحلية، أما المحرك وناقل الحركة فقد تم جلبهما من دول أجنبية.

وفي يونيو 2016 ، كشفت إدارة برنامج اقتناء الدفاع الكورية الجنوبية (DAPA) أنها تصمم نظامًا جديداً للتحميل يعمل أوتوماتيكياً -بشكل كامل- على شحن القذائف، ويمنح كيه-9 ثاندر برجًا آليًا. والغرض من ذلك هو تقليل الطاقم اللازم لتشغيل المركبة إلى اثنين من أجل التخفيف من الخسائر البشرية أثناء هجمات كوريا الشمالية.

تم اختيار المحرك MT 881 Ka-500 من إنتاج MTU الألمانية -والذي تم توظيفه في أكثر من قطعة عسكرية متميزة ومنها الهاوتزر الألماني Panzerhaubitze 2000 وكذلك الدبابة M60T Sabra- ليقوم بدفع مركبة الهاوتزر كيه-9 (وكذلك عربة إعادة التذخير كيه-10).

وفي فبراير 2009 تم منح شركة Tognum -وهي شركة تابعة لشركة MTU Friedrichshafen GmbH الألمانية- عقدًا في مجال التكنولوجيا الدفاعية بقيمة إجمالية قدرها 65.5 مليون يورو. يشمل نطاق الإمداد مجموعات المحرك ومكونات الدفع لـعدد 428 هاوتزر كيه-9 ، والتي ستكون في الخدمة مع الجيش الكوري الجنوبي. ومحور نظام الدفع هذا هو محرك MTU MT 881 Ka-500 الذي تبلغ قوته 735 كيلوواط (985 حصان). وقامت سامسونج تيكوين بطلب ما مجموعه 1206 مجموعة من مجموعات المحرك منذ عام 1998.
وتقوم شركة Tognum بتوريد مكونات الدفع إلى شركتين كوريتين، حيث يتم تسليم المحركات إلى شركة STX Engine لمحركات الديزل في حين أن المكونات الفرعية من مجموعة powerpack -كأنظمة التبريد وأنظمة تصفية الهواء- تذهب إلى سامسونج تيكوين. وكلتا الشركتين كانتا مرخصتين من قبل شركة MTU لعدة سنوات. وتقوم STX بإكمال المحركات بأجزاء محلية، وبعد تشغيلها، تقوم بشحنها إلى سامسونج تيكوين، حيث يتم تجميع حزمة powerpack كاملة وذلك من محرك MTU ، وناقل الحركة وباقي مكونات MTU powerpack الفرعية (وبعضها يتم تصنيعها محليًا) قبل أن يتم دمجها في عربات كيه-9 و كيه-10.

## الضرب المتزامن متعدد القذائف MRSI

رسوم متحركة لتوضح كيف يمكن استخدام ست طلقات مختلفة الارتفاع والسرعة والتوقيت لتصل إلى هدف واحد في نفس الوقت (Click for SVG animated with SMIL)

يمتاز الهاوتزر كيه-9 ثاندر بالقدرة على إطلاق قذائفه في وضع MRSI أي ضرب عدة قذائف بشكل متزامن (Multiple Rounds Simultaneous Impact).
يطلق كيه-9 ثلاث قذائف في أقل من 15 ثانية — قذيفة واحدة كل 5 ثواني — كل في مسارات مختلفة بحيث تصل كل القذائف إلى الهدف في نفس الوقت.

هذا المفهوم الحديث قام على إمكانية إنشاء مسارات متعددة. نظرًا لأن المسارات المرتفعة تجعل القذيفة أعلى في الهواء، وهكذا تستغرق وقتًا أطول للوصول إلى الهدف، ولذلك إذا تم إطلاق القذائف في هذه المسارات للوحدات الأولى (بدءًا من القذيفة الذي تعمل بأقصى طاقة دافعة) وبعد الإيقاف المؤقت الصحيح يتم إطلاق المزيد من القذائف في مسارات سفلية، فستصل جميع القذائف في نفس الوقت. وهذا مفيد لأن العديد من القذائف يمكن أن تهبط على الهدف دون سابق إنذار.
كما يمكن للمدافع إن تواجدت في أكثر من موقع، أن تطلق النار على هدف واحد، فيمكنها استخدام إجراءات الوقت المستهدف بحيث تصل جميع قذائفها في نفس الوقت إلى نفس الهدف.
الرسوم المتحركة على يمين النص توضح فكرة الضرب المتزامن متعدد القذائف Multiple Rounds Simultaneous Impact أو مايعرف اختصاراً بالتعريف MRSI. وهذه الرسوم تعرض لفكرة إطلاق ستة قذائف (للتوضيح ولكنها ثلاثة فقط في حالة كيه-9 ثاندر) في مسارات مختلفة الارتفاع، وبسرعات مختلفة، ويتم إطلاقها بالطبع بتوقيتات مختلفة بفواصل زمنية صغيرة، لتصل جميعها وتضرب الهدف في نفس الوقت. بالضغط على Click for SVG animated with SMIL، ستفتح صفحة جديدة ويتم تشغيل ملف الرسوم المتحركة بها تلقائياً،
لاحظ إتخاذ ماسورة المدفع وضعية جديدة بزاوية ارتفاع مختلفة عند إطلاق كل قذيفة.

## كيه-10 عربة إعادة التذخير الآلي

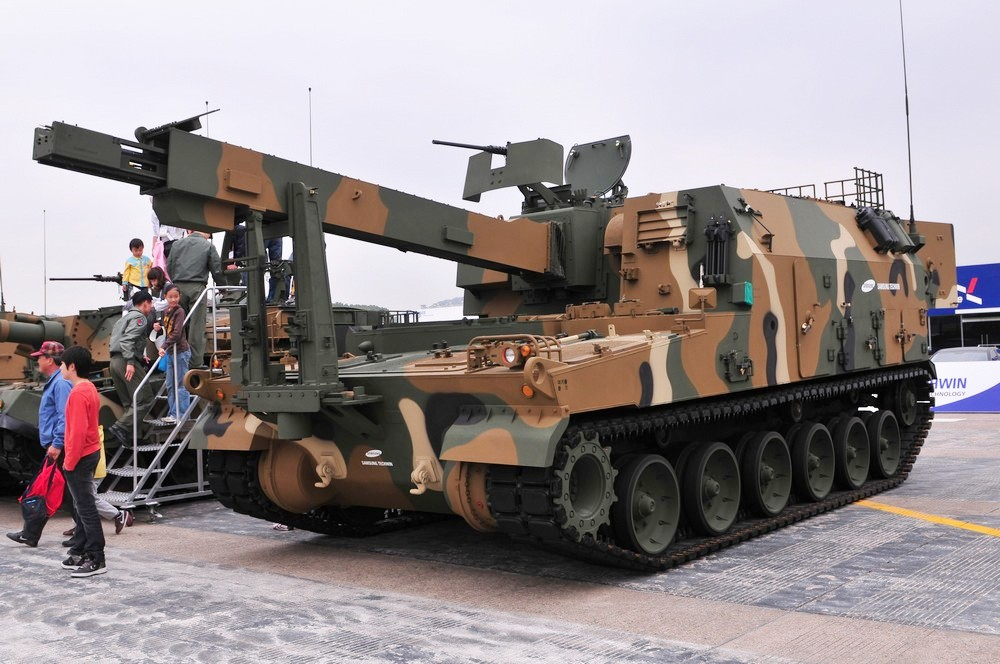
كيه-10 عربة إعادة التذخير الآلي

كيه-10 K10 ARV هي مركبة أوتوماتيكية لإعادة التزويد بالذخيرة مبنية على أساس منصة كيه-9 ، وهي جزء من نظام كيه-9 ثاندر. تشترك في نفس هيكل مركبة كيه-9 ، مع الحفاظ أيضاً على نفس منظومة التنقل، ويمكنها متابعة بطارية المدفعية الرئيسية دون تباطؤ.

وأقصى معدل لنقل القذائف هو 12 طلقة في الدقيقة، والحد الأقصى للحمولة هو 104 طلقة.

عملية إعادة التحميل مؤتمتة بالكامل (أتوماتيكية).

وتتم هذه العملية من خلال جسر ذخيرة من المركبة كيه-10 يمتد خارجاً لتثبيته في حفرة استقبال تقع في الجزء الخلفي من كيه9. وهذا يسمح للوحدة بإعادة تسليح نفسها تحت ظروف القتال القاسية دون أن يضطر الطاقم إلى تعريض أنفسهم لمخاطر ة كبيرة في بيئة القتال.
وجدير بالذكر أن كيه-10 مسلحة برشاش عيار 7.62 ملم مثبت على الجزء العلوي من البرج. ومقارنة بشاحنة نقل، فإن كيه-10 لديها مستوى عال من الحماية، وهو نفس المستوى المتوفر لمركبة كيه-9 من حيث حماية الطاقم الداخلي، والمعدات على متنها، ضد شظايا قذيفة 155 ملم، وقذائف خارقة للدروع 14,5 ملم، والألغام المضادة للأفراد.

### بعض مواصفات كيه-10
| طول المركبة | 8.43 متر   |
| العرض       | 3.4 متر    |
| الارتفاع    | 3.56 متر   |
| الوزن       | 47 طن      |
| السرعة      | 62 كم/ساعة |
| المدى       | 360 كم     |
| الطاقم      | 3 جنود     |

## التصدير

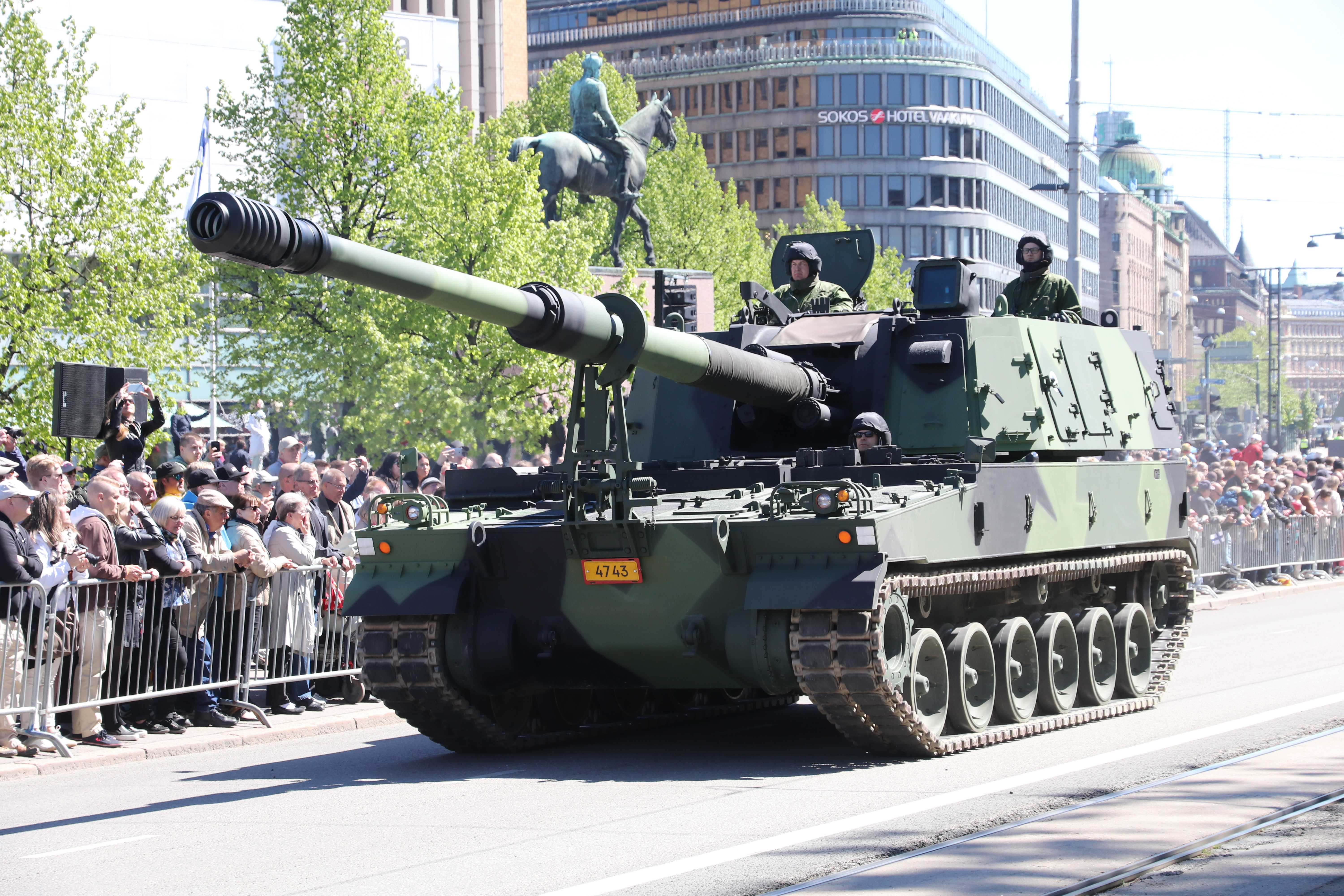
الهاوتزر كيه-9 ثاندر بعرض عسكري في عيد قوات الدفاع الفنلندية

باعت شركة سامسونج تيكوين Samsung Techwin أنظمة فرعية من كيه-9 إلى تركيا. وقد تلقت تركيا الدفعة الأولى من تلك الأنظمة الفرعية وترخيص لإنتاج الأنظمة الفرعية
محليًا في عام 2004 ، وذلك في صفقة بلغت مليار دولار. تم تسمية مدفع الهاوتزر المدفعي التركي المحلي باسم تي-155 فرتينا T-155 Firtina.
كما قامت شركة سامسونج تيكوين أيضًا بتأسيس مشروع في 29 مارس 2012 مع شركة Larsen and Toubro الهندية لتزويد الجيش الهندي بالمدفع كيه-9 ثاندر في منافسة لتوريد هاوتزرات للقوات المسلحة الهندية.
وفي سبتمبر 2015 ، حصلت Larsen and Toubro في -المنافسة النهائية- على عقد بقيمة 800 مليون دولار لتزويد 100 مدفع هاوتزر ذاتي الدفع للجيش الهندي. العربة كيه-9 فاجرا-تي K9 VAJRA-T ، وهي نسخة من كيه-9 ثاندر، وهي مصممة خصيصا للتشغيل في المناطق الصحراوية المتاخمة لباكستان. ولم تكن الهند قد شهدت أي قطع مدفعية جديدة منذ ثمانينيات القرن الماضي، كما فشلت عدة جولات من خطط التحديث منذ عام 1999 في اختيار السلاح. وقد كانت الهند في وضع متميز ضد باكستان فيما يتعلق بالمدفعية ذاتية الدفع منذ أن قامت الولايات المتحدة بتزويدها بعدد 115 مدفع إم 109 M109A5 في عام 2009.

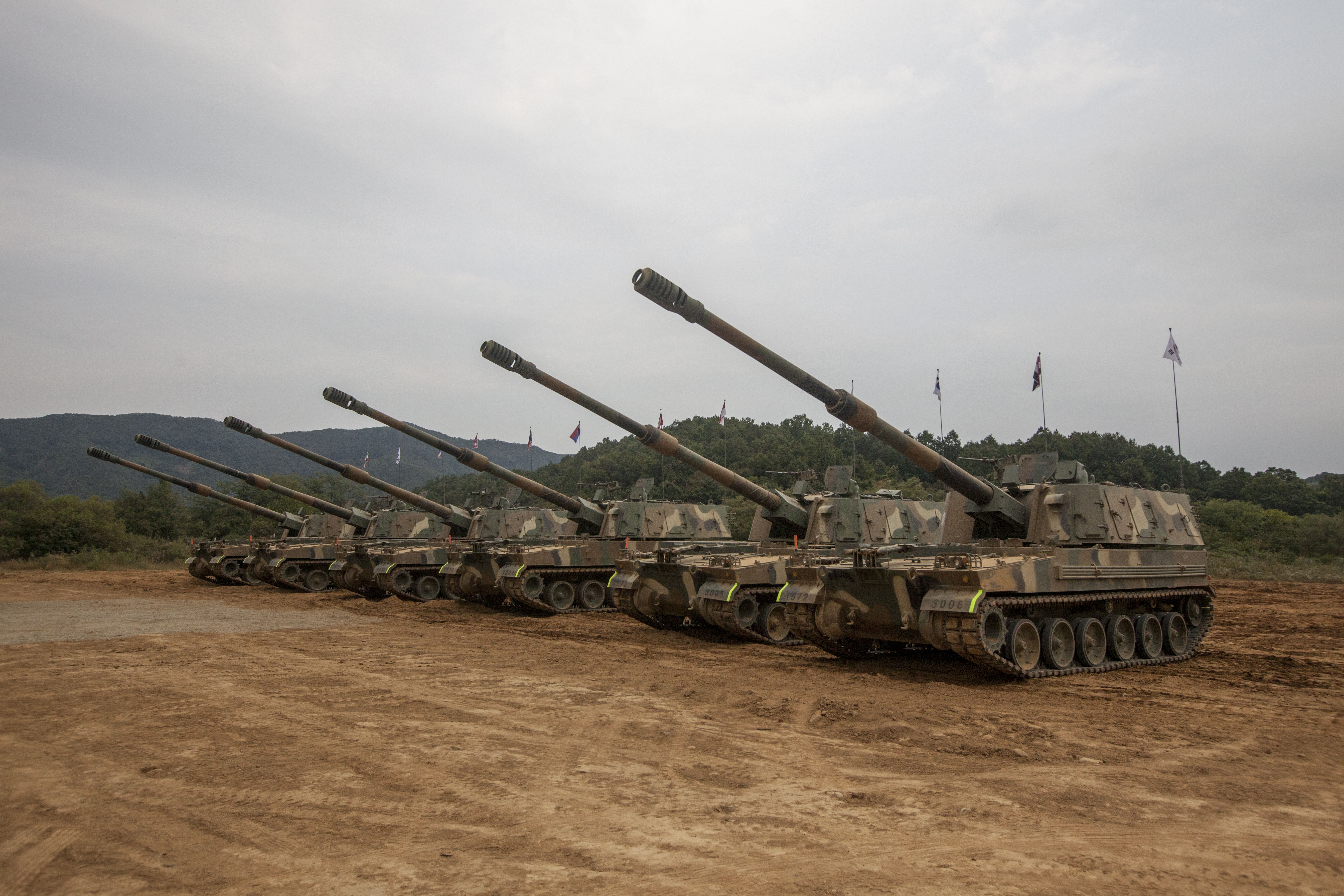
كيه-9 بمعرض كوريا لصناعات الدفاع 2014

في يوليو 2016 ، أعلنت وزارة الدفاع الفنلندية أنه قد تم اختيار عدد غير معلوم من هاوتزرات كيه-9 المستعملة من جمهورية كوريا.

في يوليو 2016، أعلنت وزارة الدفاع الفنلندية أنه قد تم اختيار عدد غير معلوم من الهاوتزرات كيه-9 المستعملة من جمهورية كوريا. ويعد هذا الاستحواذ هو الأكبر خلال العقد بالنسبة للقوات البرية، التي تواجه تقادماً كبيراً في كل من مدفعيتها ذاتية الدفع وكذلك المقطورة (المجرورة) والتي ستكون قديمة للغاية في 2020 وما يتلوها من سنوات. وفي فبراير 2017 ، أعلنت وزارة الدفاع أن فنلندا ستحصل على 48 هاوتزر كيه-9 مستعمل، وذلك خلال فترة سبع سنوات تبدأ في 2018 مع تدريب الجنود على المعدات.
في 24 أغسطس 2016 ، نشرت وكالة مواد الدفاع النرويجية Norwegian Defence Materiel Agency نيتها مواصلة المفاوضات مع كلاً من هانوا تيكوين Hanwha Techwin حول كيه-9، وSwiss RUAG حيث عرضت تحديث للهاوتزر إم 109 باسم M109 KRAIT upgrade). كما أعلنت الوكالة أن المفاوضات بشأن الهاوتزر الألماني Panzerhaubitze 2000 و الفرنسي سيزار Nexter Caesar قد تم «تعليقها». وقد ذكرت مصادر في الجيش النرويجي -في وقت سابق- أن كيه-9 كان مرشحًا رئيسيًا في المسابقة، ومن المتوقع التعاقد عليه. وهو ماتم بالفعل في وقت لاحق.

كما أكدت إستونيا قرارها بشراء 27 هاوتز كيه-9 ثاندر. ووفقاً لمصادر أخرى، تتعاون إستونيا مع فنلندا في شراء كيه-9 وأنها ستطلب 12 هاوتزر من هذا النوع.
في أبريل 2017 ، ورد أن هانوا تيكوين Hanwha Techwin تجري مفاوضات مع مصر لتصدير مدفع هاوتزر كيه-9 ثاندر ، وذلك من خلال منافسة على تزويد مصر بأنظمة مدفعية جديدة، وتشمل مدافع الهاوتزر الأخرى المتنافسة مع كيه-9 هاوتزرات أخرى من روسيا وجنوب إفريقيا وفرنسا، وبالتحديد الهاوتزر الفرنسي ذاتي الدفع سيزار.

## المشغلون
استونيا

كجزء من برنامج تطوير المعدات العسكرية، ستشتري إستونيا 12 هاوتزر كيه-9 ويتوقع أن يتم التسليم في عام 2021.
 فنلندا

أعلنت قوات الدفاع الفنلندية في 17 فبراير 2017 أنها ستشتري 48 هاوتزر كيه-9 مستعمل، على أن يبدأ التسليم بنفس العام.
 الهند

تم جلب 10 وحدات من كوريا الجنوبية وتم تجميعها بواسطة Larsen & Toubro في الهند، وسيتم تسليمها إلى الجيش الهندي خلال Defexpo 2018.
وسيتم إنتاج 90 هاوتزر من قبل L & T للجيش الهندي.
 كوريا الجنوبية

تم الأمر بعدد 1136 من كيه-9، وكذلك 179 كيه-10.
 النرويج

اختارت النرويج الهاوتز كيه-9 مع عدد 6 عربات إعادة التذخير كيه-10، وذلك في محاولة لاستبدال هاوتزرات إم-109 فئة M109A3GNMs الحالية والتي يرجع تاريخ دخولها الخدمة إلى سنوات الستينات من القرن الماضي.

سيتم شراء 24 هاوتزر كيه-9، مع خيار 24 هاوتزر إضافي. ومن المقرر أن تبدأ عمليات التسليم عام 2019.
 بولندا

يتم إنتاج 120 شاسيه (هيكل) من كيه-9 كجزء من برنامج الهاوتزر البولندي AHS Krab.
 تركيا

قامت بإنتاج T-155 Firtina باستخدام النظم الفرعية من الهاوتزر كيه-9 ثاندر، بترخيص من كوريا الجنوبية.

### المشغلون المحتملون
- مصر: في 1 فبراير 2022، تم التعاقد بين وزارة الدفاع المصرية بقيادة الچنرال محمد زكي القائد العام للقوات المسلحة المصرية وزير الدفاع و الإنتاج الحربي و الجنرال محمد أحمد مرسي وزير الدولة للإنتاج الحربي مع الجانب الكوري الجنوبي بقيادة وزير المشتريات الدفاعية لكوريا الجنوبية بإنتاج وتصنيع مشترك للمدفع الذاتي الحركة كي ٩ أي وان EGY ".[34]